# Иванова, Вера Васильевна
Вера Васильевна Иванова (28 сентября 1934, Севастополь, СССР — 16 ноября 2019) — советский и российский учёный, директор Научно-исследовательского института детских инфекций (1976—2008), член-корреспондент РАМН (2000), член-корреспондент РАН (2014).

## Биография
Родилась 28 сентября 1934 года в Севастополе.
В 1958 году — окончила Ленинградский педиатрический медицинский институт и работала врачом-педиатром в Мончегорске Мурманской области и в ленинградской детской больнице имени Веры Слуцкой.
С 1963 года до конца жизни работала в Научно-исследовательском институте детских инфекций, где прошла путь от аспиранта до директора института (1976—2008), в последнее время — главный научный сотрудник института.
В 2000 году — избрана членом-корреспондентом РАМН.
В 2014 году — стала членом-корреспондентом РАН (в рамках присоединения РАМН и РАСХН к РАН).

## Научная деятельность
Внесла большой вклад в изучение патогенеза и создание эффективных методов лечения острых респираторно-вирусных инфекций, дифтерии, эпидемического паротита, инфекционного мононуклеоза, дизентерии, иерсиниоза, а также внутриутробных инфекций.
В период эпидемического подъёма заболеваемости дифтерией под её руководством проводилось изучение свойств циркулирующих возбудителей, особенностей иммунного статуса больных и реконвалесцентов, состояния факторов неспецифической защиты и механизмов циркуляции в организме дифтерийного токсина.
Автор свыше 300 публикаций, среди них — 8 монографий и руководств по инфекционным болезням, 13 патентов на изобретения.
Под её руководством защищено более 20 диссертаций.

## Награды
- Орден Почёта (2006)[4]
- Медаль ордена «За заслуги перед Отечеством» II степени (1998)[5]
- Медаль «За заслуги перед отечественным здравоохранением»